# Pelecocera
Pelecocera là một chi ruồi trong họ Syrphidae.